# Management de la créativité
 (juin 2019).
Si vous disposez d'ouvrages ou d'articles de référence ou si vous connaissez des sites web de qualité traitant du thème abordé ici, merci de compléter l'article en donnant les références utiles à sa vérifiabilité et en les liant à la section « Notes et références ».
Le management de la créativité vise à améliorer l'inventivité des membres d'une organisation. Cette amélioration est possible grâce à l'utilisation d'outils d'aide à la créativité, permettant d'augmenter la créativité d'une personne ou d'un groupe de travail. L'objectif est de favoriser le développement de projets innovant.
Manager la créativité, c'est aussi favoriser la créativité de tous, en considérant que chacun est dès l'enfance doté, dans une certaine mesure, de cette compétence. Elle se structure ensuite et se développe par :
- l'apprentissage d'une méthode complexe ;
- une formation spécifique ;
- un entraînement quotidien de son cœur de compétences et de ses périphériques associés.

Tous les acteurs de l'organisme sont concernés par l'amélioration de leurs pratiques créatives et le maniement de techniques innovantes pour résoudre des problèmes impossibles posés par les contraintes de la réglementation, les défis de la mondialisation et les exigences liées à la satisfaction du client.

## Enjeux du management de la créativité
La créativité consiste à trouver des idées, méthodes, formes et solutions originales, par exemple des solutions de problèmes d'organisation, ou bien de nouveaux produits.
Le cadre classique d'une organisation est souvent peu propice à la créativité, car elle a besoin de stabilité pour exercer son activité (par exemple, une entreprise cherche souvent des éléments stables pour sa production), ce qui s'accommode mal des à-coups d'une activité créatrice. Pour rendre à des cadres leur créativité, une équipe séparée - équipe de projet, par exemple - constitue un environnement plus adéquat. C'est ce qui fut fait par exemple, en 1980, par IBM pour son IBM PC.
Certains mécanismes de la créativité ont été mis en évidence :
- Utiliser de façon nouvelle des idées anciennes. Par exemple, trouver un usage inédit pour un objet déjà existant.
- Décomposer le problème à résoudre. Pris séparément, les composants du problème peuvent être plus faciles à maîtriser.
- Reformuler le problème, ce qui rend parfois une solution plus évidente.
- La naïveté : Tenter d'aborder un problème avec un regard neuf, en évitant les idées toutes faites, pour amener des esprits ayant des ébauches de bonnes idées, mais réticents à exposer des solutions non finies, à les exprimer. Voir remue-méninges (brainstorming).

La méthode ASIT les regroupe, et d'autres, en 2 conditions et 5 outils.

## Démarche du management de la créativité

### Innover en équipe
Plusieurs personnes ont plus de chances de trouver des solutions innovantes qu'une seule[réf. nécessaire]. C'est pourquoi différents types de réunions dont le but est la créativité ont été inventés. (Par exemple, dès 1939, le brainstorming). Chaque type propose une organisation différente, pour éviter de tomber dans le chaos.
Certains principes sont toutefois communs :
- Isolement par rapport au reste du monde. L'équipe est isolée pour éviter de retomber dans le quotidien et dans les tâches de routine (appels téléphoniques, salutations de collègues, discussion concernant des éléments sans rapport avec le projet).
- Durée limitée.
- Sujet précis. Même si l'on recherche des solutions originales, il faut éviter les digressions.
- Nombre de personnes limité
- Définir une date précise et un temps imparti pour la créativité
- Nommer un animateur
- Supports matériels pour prendre des notes
- Imagination libre (sans préjugé)

Des travaux ont toutefois démontré dès 1958 que, dans le cas du brainstorming, le groupe peut avoir un effet inhibiteur sur la créativité individuelle au point d'affecter la performance créative du groupe.   Des méthodes récentes comme le « design sprint » ont alors cherché à développer des techniques collaboratives utilisant des interactions à base de « brainwriting » et des techniques similaires pour réduire le stress du travail de groupe et maximiser ainsi la créativité.

### Le développement de la créativité des utilisateurs
L'objectif de cette stratégie vise à favoriser l'émergence de compétences nouvelles et la flexibilité des processus. La réalité fait que lorsqu'un utilisateur acquiert une maîtrise limitée de son outil il s'oppose systématiquement au changement de processus de travail.
Selon Cooper, les facteurs affectant la Créativité à la conception sont dans un premier temps :
Les caractéristiques
- Culture
- Ressources
- Récompenses

ces notions se retrouvent tant au niveau de l'individu qu'au niveau d'un groupe.
Pour l'individu on retrouve les caractéristisques suivantes :
- Les connaissances (Technologie de l'Information et tâche)
- Les facteurs cognitifs (créativité individuelle)
- La motivation à effectuer une tâche

Dans un groupe les caractéristiques sont :
- La définition de la tâche (objectifs, processus)
- Les normes du groupe (rôles, coopération...)
- La diversité du groupe
- Les méthodes de résolution de problèmes

C'est de ce groupe qu'émergera la notion de créativité.
C'est au sein d'un groupe de travail que doit être stimulé le comportement innovant des acteurs. Pour que cela fonctionne, il faut choisir le moment propice pour remettre en question les valeurs et les normes existantes.
On mesure la créativité d'un groupe par l'apport créatif que chacun des individus (du groupe) fournit, mais aussi de par les caractéristiques du groupe (taille, degré de cohésion, etc.).
Selon Cooper(2000), il est possible d'améliorer la créativité lors de la spécification des besoins et la définition des fonctionnalités.
Pour cela il propose différentes méthodes permettant cette amélioration :
- Améliorer les connaissances des utilisateurs concernant les potentialités de la technologie
- Utiliser des techniques de créativité individuelle
- Améliorer la motivation des utilisateurs en promouvant le développement personnel ou en le motivant par des récompenses (via une augmentation de son salaire)
- Avoir une grande diversité dans la composition du groupe tant au niveau de l'éducation que de la culture
- Utiliser des prototypes et des maquettes afin de soutenir la curiosité

La société Google est un exemple. Dans le but de favoriser la créativité, elle a mis en place de façon institutionnalisée 20 % de temps “libres” pour les ingénieurs, pour qu'il laisse libre cours à leurs projets créatifs.

### Avoir une personnalité créative
On n'a pas à ce jour réussi à dégager d'archétype du créatif. S'il est utile d'avoir une bonne connaissance du domaine concerné, ne pas en avoir permet aussi d'avoir un œil neuf.
Il sera bon à cet égard de mélanger (mix and match) les personnalités. Les caractéristiques suivantes ne peuvent en tout cas pas faire de mal :
- Ouverture d'esprit (évite de décourager prématurément les autres bonnes volontés ; une mauvaise idée sert parfois de marchepied à une bonne)
- Curiosité (suscite des questions parfois utiles)
- Culture générale (fournit un arsenal d'archétypes éventuellement utiles)

Il semblerait que chacun puisse avoir des idées créatives, cependant elles sont souvent bridées par la personne elle-même, pour différents motifs ("mon idée ne marchera pas", "on va se moquer de moi", "ça ne peut pas être une bonne idée", "je ne suis pas spécialiste, mon idée ne vaut rien"), c'est pourquoi il est très important de créer une dynamique de groupe ouverte et non critique (du moins pendant la phase de récolte des idées).
La créativité est souvent associée au sens de l'humour, mais cela mérite précision : si l'inventivité fait bien partie des caractéristiques indispensables pour imaginer des réponses inédites, elle n'est requise ni pour répéter des plaisanteries cent fois entendues ni pour créer des réponses toutes faites sur le même modèle. Il importe donc de bien distinguer dans quel cas de figure on se trouve.

#### Le leadership créatif[4]
La créativité est devenue la compétence de leadership indispensable à n'importe quelle organisation. Ce résultat apparait d'après une étude d' IBM Institute for Business Value et d' IBM Strategy & Change obtenue à partir de plus de 1500 CEO, directeurs généraux et hauts responsables des secteurs public et privé dans 60 pays et 33 secteurs d'activité. Les résultats montre que la « créativité » est la compétence de leadership primordiale pour les organisations de toute nature. Le climat d'incertitude serait mieux géré par les dirigeants créatifs et ces derniers utiliseraient plus souvent que d'autres de nouveaux modèles d'affaires.
En effet, ils incitent à l'abandon des méthodes traditionnelles et préfèrent prendre des risques calculés en privilégiant les innovations radicales.
En outre ils sont inventifs et sont à l'aise avec le non-conformisme et l'expérimentation dans leurs styles de management et de communication afin d'interagir avec une nouvelle génération de collaborateurs, de partenaires et de clients. Suivant cette approche, l'échec est normal, l'ambiguïté règne, savoir quoi faire est plus difficile que le faire, le travail se structure autour de ce que l'on ne sait pas, les employés savent parfois plus que les managers.
Le développement et l'application de ces méthodes inédites dénoterait d'une créativité très importante d'après les dirigeants d'entreprise. La créativité se distingue et en ce sens fait partie des qualités majeurs du leadership telles que :
- la discipline
- la rigueur
- l'efficacité opérationnelle.

### Les aides à travers le monde

#### Crea Net 2.0
Crea Net 2.0 est un projet européen permettant de mettre en œuvre un système d'aide à la créativité et à l'organisation de travail en réseau pour les entreprises et entrepreneurs inscrits dans le partenariat. Ce projet se fait en partenariat avec des entreprises de France, d'Espagne et du Portugal. Il a pour objectif de réaliser des projets innovants, de créer des entreprises et de l'emploi. Ce projet fait suite au projet CREA BUSINESS IDEA réalisé entre 2008 et 2010 dont le but était la sensibilisation des entreprises à l'utilisation des techniques de la créativité. Parmi les résultats attendus de CREA NET 2.0, on a notamment la création d'au moins 20 entreprises, des ateliers permettant de donner aux entrepreneurs des conseils dans la création d'entreprise et de projets innovants, la création de réseau entre les entreprises, les entrepreneurs et les différents organismes, la mise en place de forum dont le but sera de réfléchir sur la créativité.

### Outils et méthodes d'aide à la créativité[5]

#### Méthode d'aide à la créativité
Knowledge management
- TRIZ (Théorie dont sont issus des outils comme ARIZ ou la matrice TRIZ des contradictions)
- Méthode Herrmann - cerveau droit/cerveau gauche
- Brainstorming
- Méthode des six chapeaux, d 'Edward de Bono
- Méthode de l'Epopée des Créateurs[6], d'Isabelle Gilbert
- Thinking outside the box
- Le Business wargame, pour la résolution de problèmes concurrentiels
- La méthode ASIT ou USIT de créativité convergente
- Expérience de pensée
- QQOQCCP
- Coaching [7]
- Technique aléatoire : Dodécaèdre de Roger Von Oech
- Technique du concassage : SCAMPER (SCAMMPERR)
- Mind mapping (carte heuristique)
- Brainwriting
- Creative Problem Solving
- Méthode « Cartooning and Creativity »[8]
- Méthode « Random Input »

#### Outils d'aide à la créativité à distance
- Vidéoconférence
- Mind Master
- Google Drive

#### Outils informatiques d'aide à la créativité
- FreeMind